# Мост на сувом у Зрењанину
Мост на сувом је мост у Зрењанину, испод кога је некада текао рукавац Бегеја, који затрпан 1985. године, тако да данас испод њега више не постоји водена површина.

## Историја
Мост је изграђен 1962. године по пројекту инжењера Раде Јањатова, као висећи мост. Намена му је била да повеже центар Зрењанина са градским квартом Мала Америка. Два носећа стуба, један на северној, а други на јужној страни, направљени су од армираног бетона. Северни стуб је у облику обелиска и његова висина је 23 метра, док је јужни стуб у облику шестара, а висина износи 16 метара. Носећи кабл се састоји од 102 челичне жице.

## Без реке
1985. године, градске власти одлучују да затрпају рукавац Бегеја на којем се мост налази, и од њега направе три језера. Насип између два језера изграђен је тачно на месту моста. Тако је 23 године после изградње, мост изгубио своју намену.

## Данас
2018. године, 33 године од када је мост остао без реке, Мост на сувом и даље стоји, иако зарђао и у лошем стању. Градске власти планирају да мост сруше, јер више не служи намени а и због безбедносних разлога. Неки грађани сматрају да је Мост на сувом постао иронични симбол Зрењанина и да не би требало да буде срушен, као једини мост на свету који је на сувом.